# Сала (газове родовище)
Сала – газове родовище у Кенії, виявлене в розвідувальному блоці 9 на півдні країни. Відноситься до перспективного нафтогазоносного басейну Анза, де за кілька років до Сала вже було знайдене родовище Богал.
Відкрите у 2014 році свердловиною Sala-1, пробуреною до глибини 3030 метрів. Вона встановила наявність кілька зон із проявами вуглеводнів у юрських відкладеннях. При тестуванні однієї з них отримали приток газу у 0,169 млн.м3 на добу з інтервалу 25 метрів. При цьому загальна товщина пісковиків тут складала 125 метрів, але більшу їх частину заповнювала вода. Це давало підстави очікувати, що вище зони водогазового контакту вся товща пісковиків може бути насичена вуглеводнями. Проте споруджена в кінці 2014 року свердловина Sala-2 не виявила газ вище по структурі, що не дозволило визнати відкриття комерційним.